# Auto Focus
Auto Focus és una  pel·lícula estatunidenca dirigida per Paul Schrader estrenada el 2003.

## Argument
Aquesta pel·lícula evoca la vida de l'actor Bob Crane que, en els anys 1960, era l'animador estrella d'una emissió de ràdio d'èxit. És igualment pare de família i bon espòs. Però quan se li proposa el paper estrella d'una sèrie humorística, és el començament de la glòria destructora. La seva trobada amb el tècnic de vídeo John Carpenter, que l'empeny a desenvolupar la seva obsessió per la imatge però també per les dones. Al fil dels anys, en una cerca de plaer i de sexe, Bob Crane perdrà a poc a poc la seva família, la seva carrera i a ell mateix...

## Repartiment
- Greg Kinnear: Bob Crane
- Willem Dafoe: John Carpenter
- Michael E. Rodgers: Richard Dawson
- Rita Wilson: Anne Crane
- Maria Bello: Patricia Olson
- Bruce Solomon: Feldman, el productor
- Kurt Fuller: Werner Klemperer
- Cheryl Lynn Bowers: Cynthia Lynn
- Christopher Neiman: Robert Clary
- Lyle Kanouse: John Banner

## Nominacions
- Concha de Oro al Festival Internacional de cinema de Sant Sebastià per Paul Schrader